# Hổ Borneo

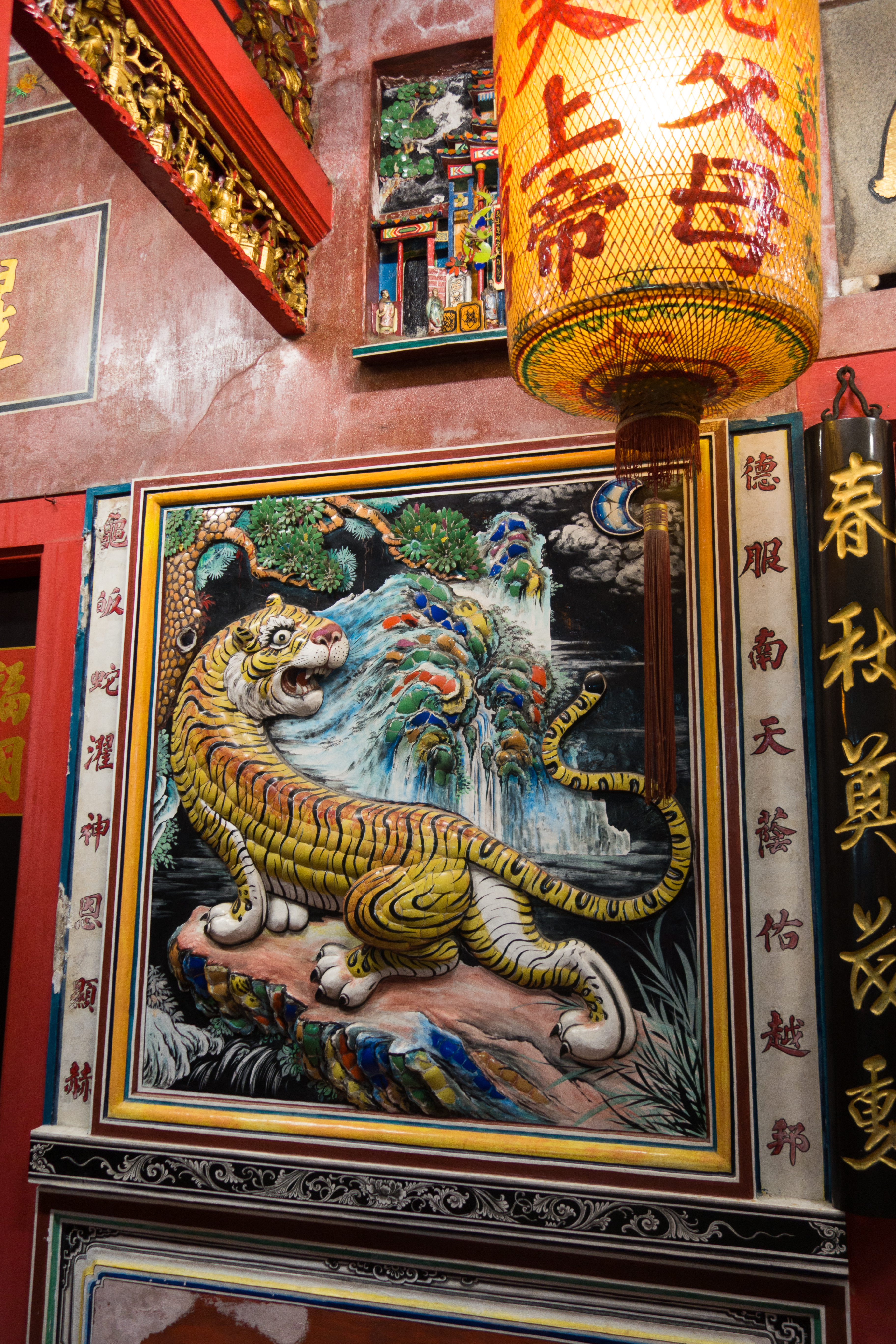
Tiger at Chinese Buddhist temple (28412821871).jpg

Hổ Borneo là một quần thể hổ đã tuyệt chủng được cho là có thể đã sống ở đảo Borneo của lục địa Sunda trong thời tiền sử. Trong khi những trường hợp một con hổ sinh ra còn sống bằng xương bằng thịt chưa được ghi nhận một cách thuyết phục thì người dân bản địa lại có niềm tin vào sự tồn tại của nó.

## Ghi nhận
Các cuộc khai quật khảo cổ ở Sarawak và Sabah đã tìm ra một chiếc răng nanh trên, xương hàm và xương chi trước (metacarpal) được xác định là của một con hổ. Do đó, người ta đã suy luận rằng những con hổ đã có mặt ở Borneo trong thời kỳ cuối của Pleistocene và Holocen sớm. Một mảnh xương tương tự cũng được tìm thấy ở đảo Palawan của Philippines. Các nhà khảo cổ cho rằng không có khả năng những mảnh vỡ này được giao dịch giữa các khu vực khác nhau trong thời kỳ Pleistocene. Người bản địa ở Borneo luôn lưu giữ ký ức về con hổ một cách sống động trong văn hóa của họ bằng cách coi các bộ phận cơ thể của nó là một kỹ vật gia truyền (gia bảo), do đó, người ta đã ngụ ý rằng những con hổ sinh ra đã tồn tại lâu hơn từ thời tiền sử.

## Đặc điểm
Người ta đã cho rằng những hổ sinh ra ở Borneo có thể có kích thước khá nhỏ, tương tự như những con hổ Sumatra. Theo người dân bản địa thì những con hổ này lớn hơn một con báo mây và phần lớn chúng có màu nâu với các sọc mờ. Về hành vi và sinh thái của chúng thì Borneo là nơi sinh sống của những loài mà hổ sẽ săn mồi, chẳng hạn như lợn râu Borneo, và hoẵng (mang) và nai (hươu sambar). Theo người dân bản địa, không giống như báo mây Sunda, con hổ này không trèo cây được, chính vì vậy mà người ta càng tin rằng chúng là hổ chứ không phải báo.

## Hồ sơ

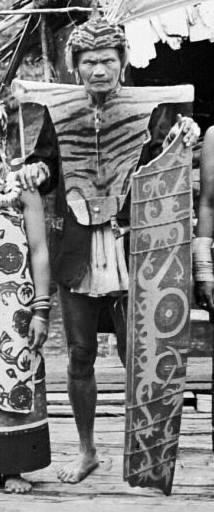
Một người đàn ông Dayak ở Kalimantan trong trang phục truyền thống. Lưu ý các sọc.

Những dấu tích về loài hổ này được tìm thấy vào cuối thế kỷ 20 đã bị cáo buộc là chưa đúng sự thật. Năm 1975, ông Douchan Gersi tuyên bố đã nhìn thấy một con hổ ở Đông Kalimantan. Ông đã chụp hai bức ảnh của con vật. Những bức ảnh này mô tả một con hổ, nhưng nguồn gốc của nó vẫn chưa rõ ràng , và tính xác thực của các bức ảnh đã bị nghi ngờ. Nó có thể là một tù nhân đã trốn thoát (những người tù thường được mặc áo sọc). Vào năm 1995, người dân bản địa ở Trung Kalimantan tuyên bố đã nghe thấy tiếng hổ gầm và họ có thể phân biệt được tiếng gầm của hổ và tiếng kêu của các loài động vật khác. Ngoài ra, những bức phù điêu kiểu Trung Quốc của một chiến binh cưỡi hổ trong Khu bảo tồn thiên nhiên Semenggoh, Sarawak, Malaysia Borneo hoặc những di chỉ tại một ngôi chùa Phật giáo kiểu Trung Quốc tại Kuching, Sarawak cũng chưa thể khẳng định rằng đây là mô tả về loài hổ Borneo vì ảnh hưởng về mặt văn hóa của loài hổ nói chung.